# کوتاه‌بال

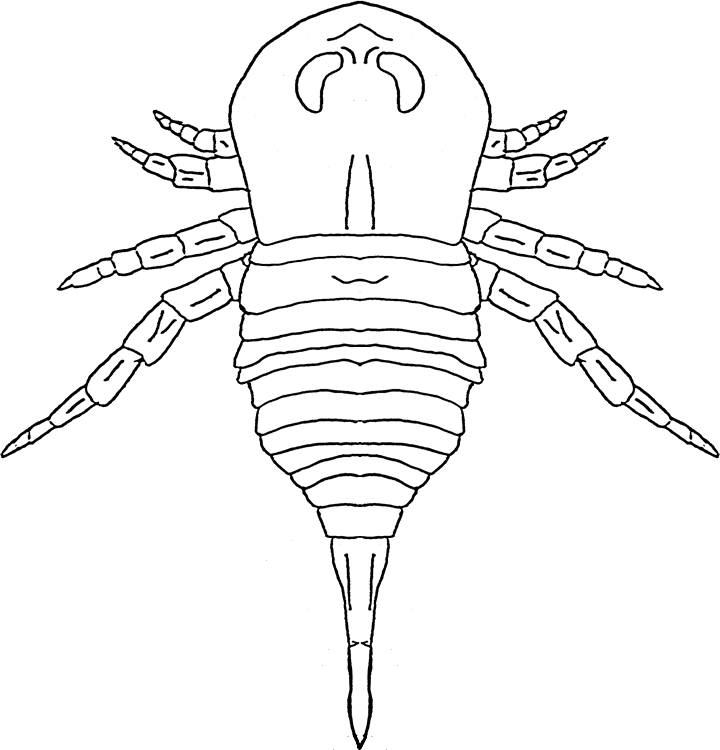
تصویری از یک بندپای کوتاه بال

کوتاه‌بال (نام علمی: Brachyopterus) نام یک سرده از راسته کژدم‌های دریایی است.